# Holzwege: Veje der ingen steder fører hen
Holzwege er en dansk eksperimentalfilm fra 1992 med instruktion og manuskript af Bruno Guiganti.

## Handling
Kameraet som forlængelse af kroppen. En flygtig krop, søgende efter en sandhed, der altid forbliver tilsløret, fæstnet i en strøm af utydelighed, hvorfra af og til fremspringer et tegn, et holdepunkt: Det drejer sig om at gå fra nul til nul, og det er livet.